# Sainpuits
Sainpuits est une commune française située dans le département de l'Yonne en région Bourgogne-Franche-Comté à 200 km au sud de Paris.
Ses habitants sont appelés les Sanépuisiens.

## Géographie
Sainpuits fait partie du Pays de Puisaye-Forterre ; en effet, la commune est à proximité de la frontière géographique entre Puisaye et Forterre.

### Climat
Pour des articles plus généraux, voir Climat de la Bourgogne-Franche-Comté et Climat de l'Yonne.
En 2010, le climat de la commune est de type climat océanique dégradé des plaines du Centre et du Nord, selon une étude du Centre national de la recherche scientifique s'appuyant sur une série de données couvrant la période 1971-2000. En 2020, Météo-France publie une typologie des climats de la France métropolitaine dans laquelle la commune est exposée à un climat océanique altéré et est dans la région climatique  Centre et contreforts nord du Massif Central, caractérisée par un air sec en été et un bon ensoleillement. 
Pour la période 1971-2000, la température annuelle moyenne est de 11,4 °C, avec une amplitude thermique annuelle de 15,6 °C. Le cumul annuel moyen de précipitations est de 828 mm, avec 12,5 jours de précipitations en janvier et 7,7 jours en juillet. Pour la période 1991-2020, la température moyenne annuelle observée sur la station météorologique de Météo-France la plus proche, « Moutiers_sapc », sur la commune de Moutiers-en-Puisaye à 12 km à vol d'oiseau, est de 11,0 °C et le cumul annuel moyen de précipitations est de 870,3 mm. 
La température maximale relevée sur cette station est de 41,3 °C, atteinte le 25 juillet 2019 ; la température minimale est de −20,2 °C, atteinte le 6 janvier 1971,,. 
Les paramètres climatiques de la commune ont été estimés pour le milieu du siècle (2041-2070) selon différents scénarios d'émission de gaz à effet de serre à partir des nouvelles projections climatiques de référence DRIAS-2020. Ils sont consultables sur un site dédié publié par Météo-France en novembre 2022.

## Urbanisme

### Typologie
Au 1er janvier 2024, Sainpuits est catégorisée commune rurale à habitat très dispersé, selon la nouvelle grille communale de densité à sept niveaux définie par l'Insee en 2022.
Elle est située hors unité urbaine et hors attraction des villes,.

### Occupation des sols
L'occupation des sols de la commune, telle qu'elle ressort de la base de données européenne d’occupation biophysique des sols Corine Land Cover (CLC), est marquée par l'importance des territoires agricoles (89,5 % en 2018), une proportion sensiblement équivalente à celle de 1990 (89,8 %). La répartition détaillée en 2018 est la suivante : 
terres arables (88,3 %), forêts (9 %), zones urbanisées (1,5 %), zones agricoles hétérogènes (1,2 %). L'évolution de l’occupation des sols de la commune et de ses infrastructures peut être observée sur les différentes représentations cartographiques du territoire : la carte de Cassini (XVIIIe siècle), la carte d'état-major (1820-1866) et les cartes ou photos aériennes de l'IGN pour la période actuelle (1950 à aujourd'hui).

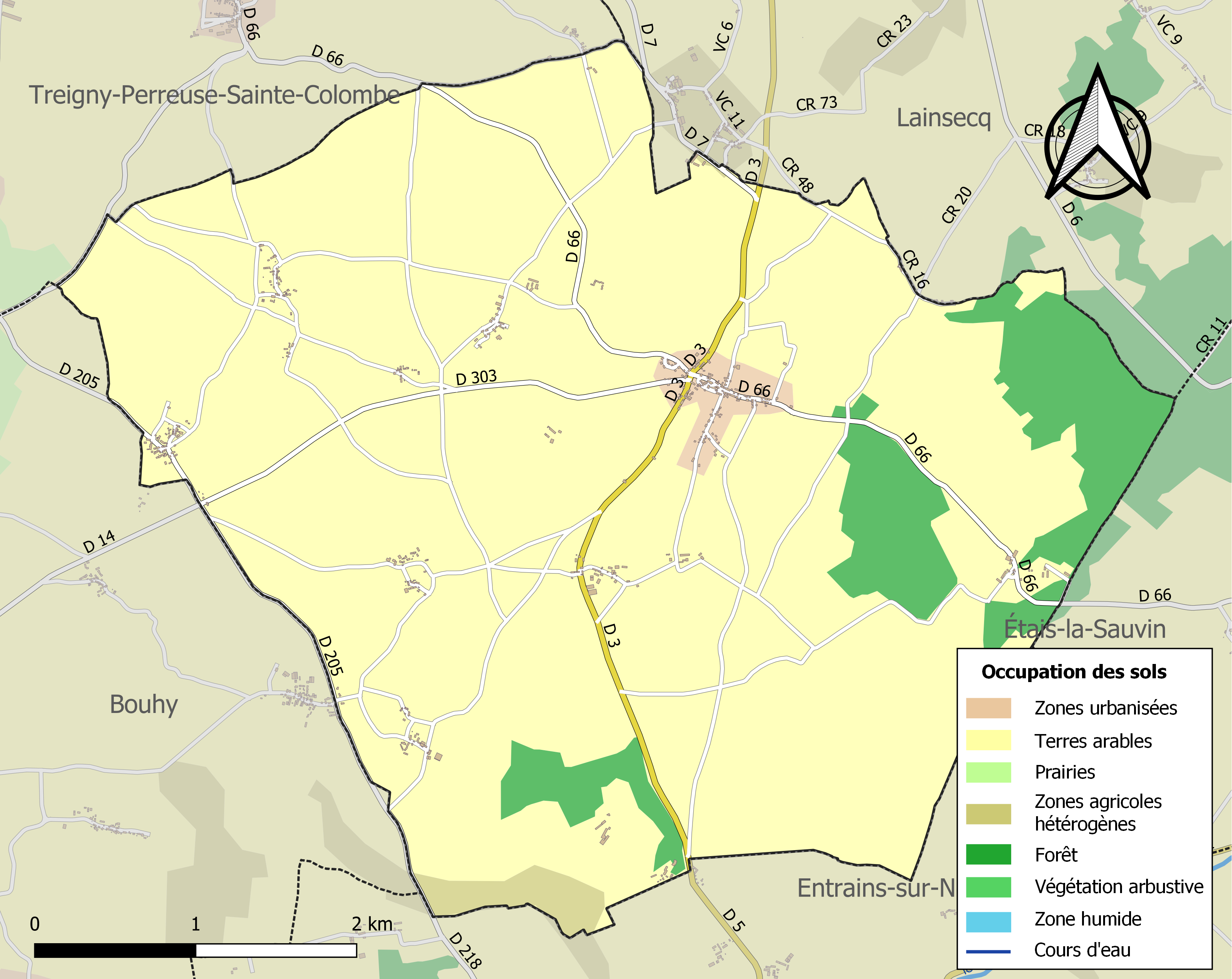
Carte des infrastructures et de l'occupation des sols de la commune en 2018 (CLC).

## Histoire
Sainpuits est citée sous le toponyme latin : Sanus Puteus en 1172, signifiant en français : eau saine.

### Seigneurs
- 1585 : Jean de La Bussière[14]
- 1645 : duc de Nevers
- 1648 à 1673 : François de Guibert
- 1680 : Philippe de Troussebois, neveu du précédent, demeurant à Colméry, aujourd'hui situé dans la Nièvre[15].

Famille de La Bussière.
Famille de Guibert.
Famille de Troussebois.

## Politique et administration
| Période         | Période | Identité                                       | Étiquette | Qualité           |
| --------------- | ------- | ---------------------------------------------- | --------- | ----------------- |
|                 |         | Claude-Étienne Chaillou des Barres (1784-1857) |           |                   |
|                 |         |                                                |           |                   |
| (maire en 1981) |         | Michel Devilliers                              |           |                   |
| avant 2007      | 2014    | Jean-Marie Caillon                             |           | Agriculteur       |
| 2014            | 2020    | Xavier Parent                                  | SE        | Chef d'entreprise |
| 2020            |         | Denis Pouillot                                 |           | Retraité agricole |

## Démographie
L'évolution du nombre d'habitants est connue à travers les recensements de la population effectués dans la commune depuis 1793. Pour les communes de moins de 10 000 habitants, une enquête de recensement portant sur toute la population est réalisée tous les cinq ans, les populations de référence des années intermédiaires étant quant à elles estimées par interpolation ou extrapolation. Pour la commune, le premier recensement exhaustif entrant dans le cadre du nouveau dispositif a été réalisé en 2007.

En 2022, la commune comptait 290 habitants, en évolution de −7,94 % par rapport à 2016 (Yonne : −1,95 %, France hors Mayotte : +2,11 %).
| 1793 | 1800 | 1806 | 1821 | 1831 | 1836 | 1841 | 1846 | 1851 |
| ---- | ---- | ---- | ---- | ---- | ---- | ---- | ---- | ---- |
| 699  | 634  | 706  | 742  | 809  | 847  | 885  | 927  | 981  |

| 1856 | 1861 | 1866 | 1872 | 1876 | 1881 | 1886 | 1891 | 1896 |
| ---- | ---- | ---- | ---- | ---- | ---- | ---- | ---- | ---- |
| 945  | 899  | 930  | 916  | 879  | 883  | 843  | 752  | 701  |

| 1901 | 1906 | 1911 | 1921 | 1926 | 1931 | 1936 | 1946 | 1954 |
| ---- | ---- | ---- | ---- | ---- | ---- | ---- | ---- | ---- |
| 690  | 686  | 711  | 608  | 568  | 587  | 573  | 557  | 633  |

| 1962 | 1968 | 1975 | 1982 | 1990 | 1999 | 2006 | 2007 | 2012 |
| ---- | ---- | ---- | ---- | ---- | ---- | ---- | ---- | ---- |
| 513  | 574  | 421  | 352  | 321  | 299  | 326  | 330  | 320  |

| 2017 | 2022 | - | - | - | - | - | - | - |
| ---- | ---- | - | - | - | - | - | - | - |
| 315  | 290  | - | - | - | - | - | - | - |

## Culture et patrimoine

### Lieux et monuments

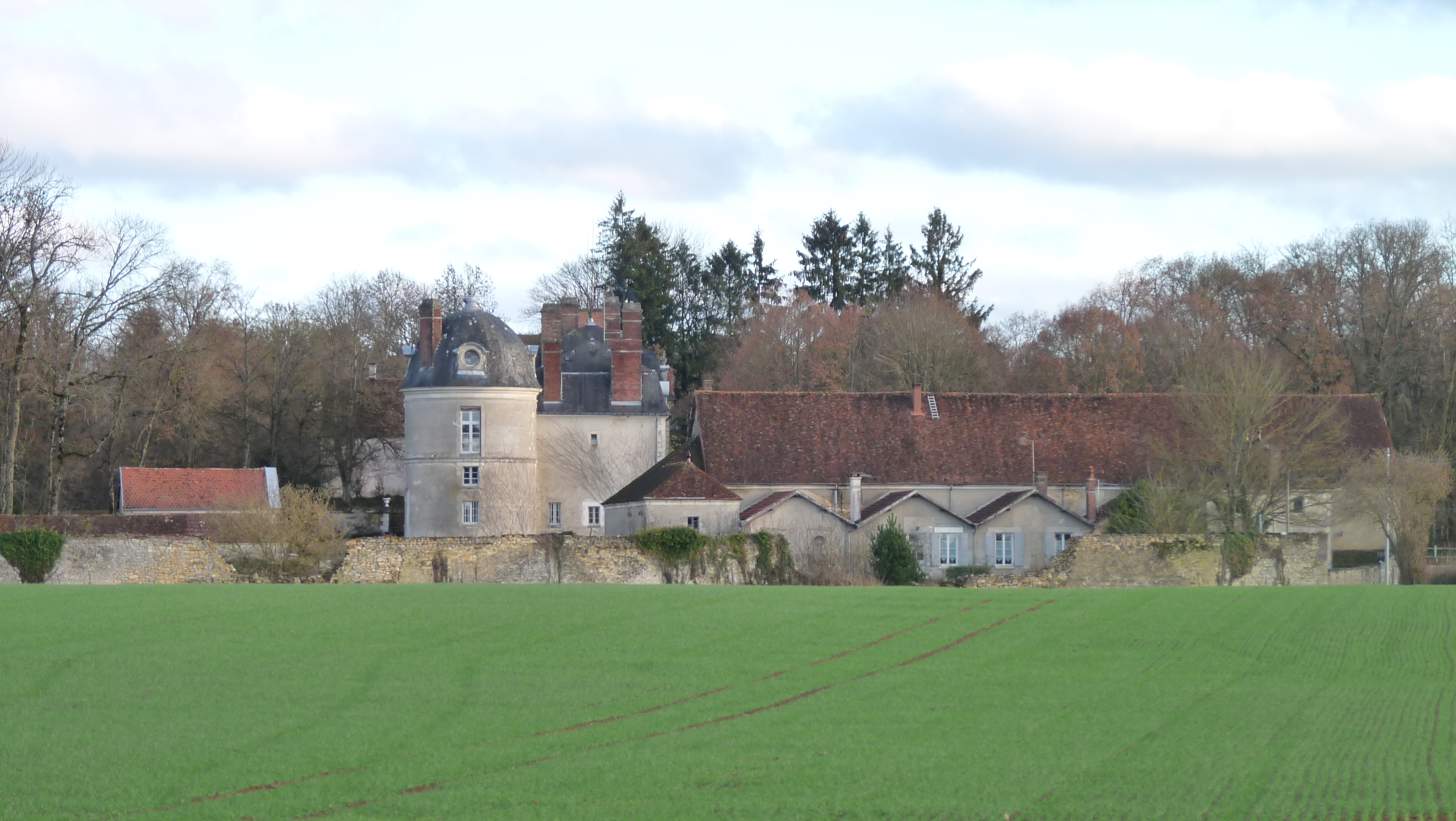
Vue du château des Barres.

- Le village est dominé par l'église Sainte-Marie-Madeleine. Elle remplace un édifice du XIIe siècle. Sa nef date du XVe siècle et du début du XVIe siècle. Sa tour-clocher présente un portail de style flamboyant du XVIe siècle.
- La Chapelle Notre-Dame de Lorette et son enclos fait l'objet d'une inscription au titre des monuments historiques depuis le 2 mars 1987[24].
- De plus, le château des Barres fait l'objet, lui aussi, d'une inscription au titre des monuments historiques depuis le 5 novembre 1997[25].

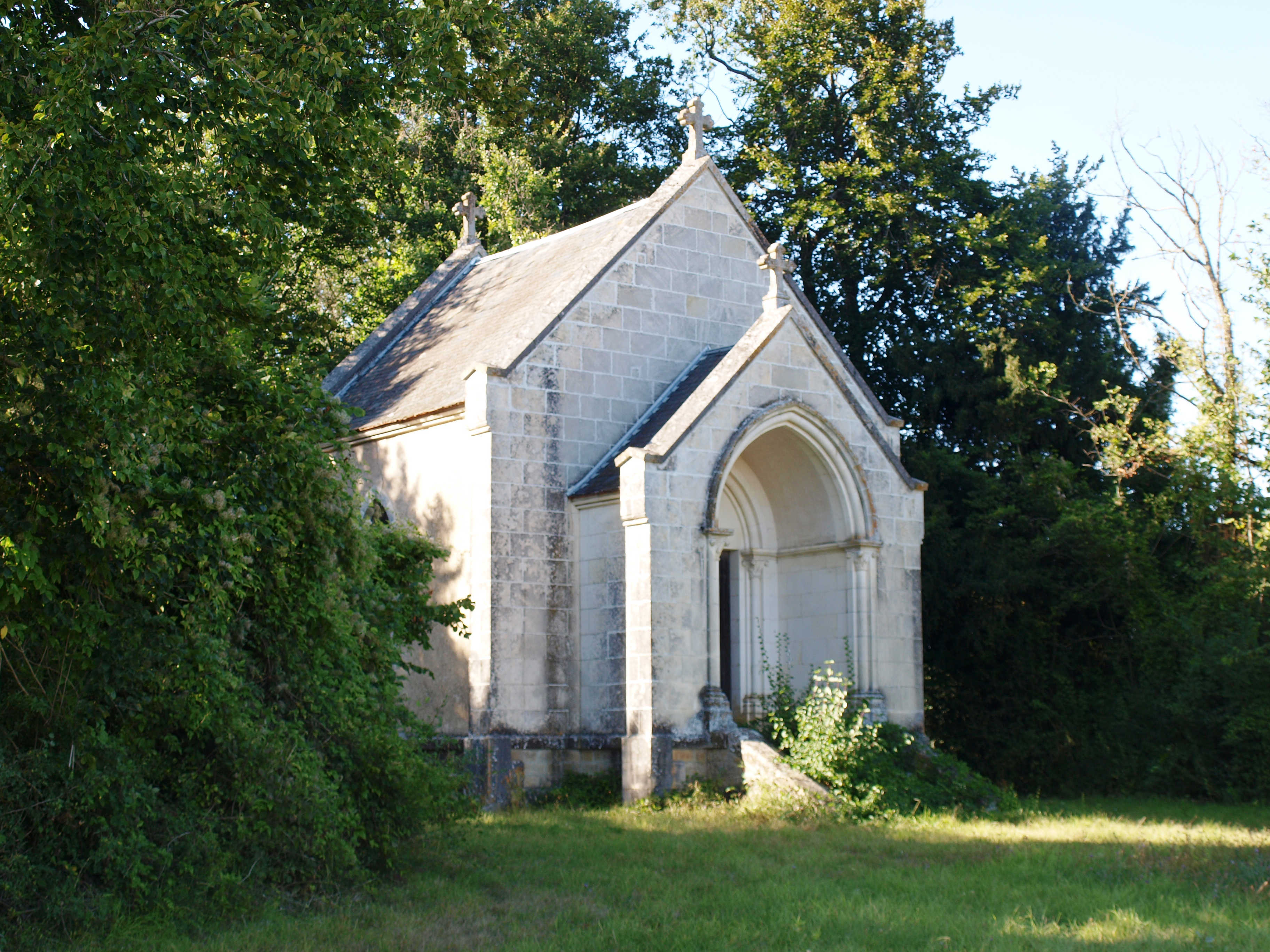
Chapelle du cimetière.
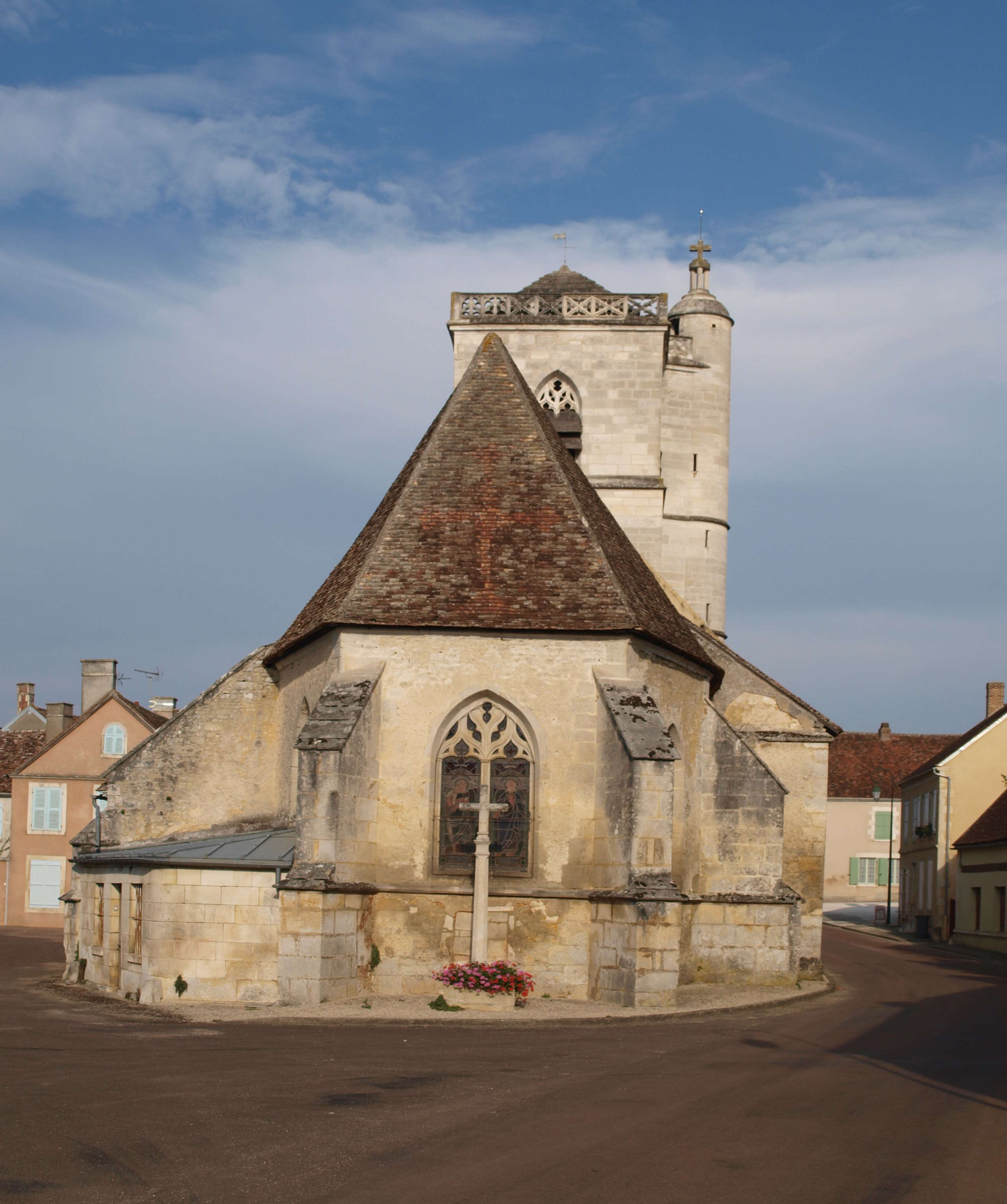
L'église du village.
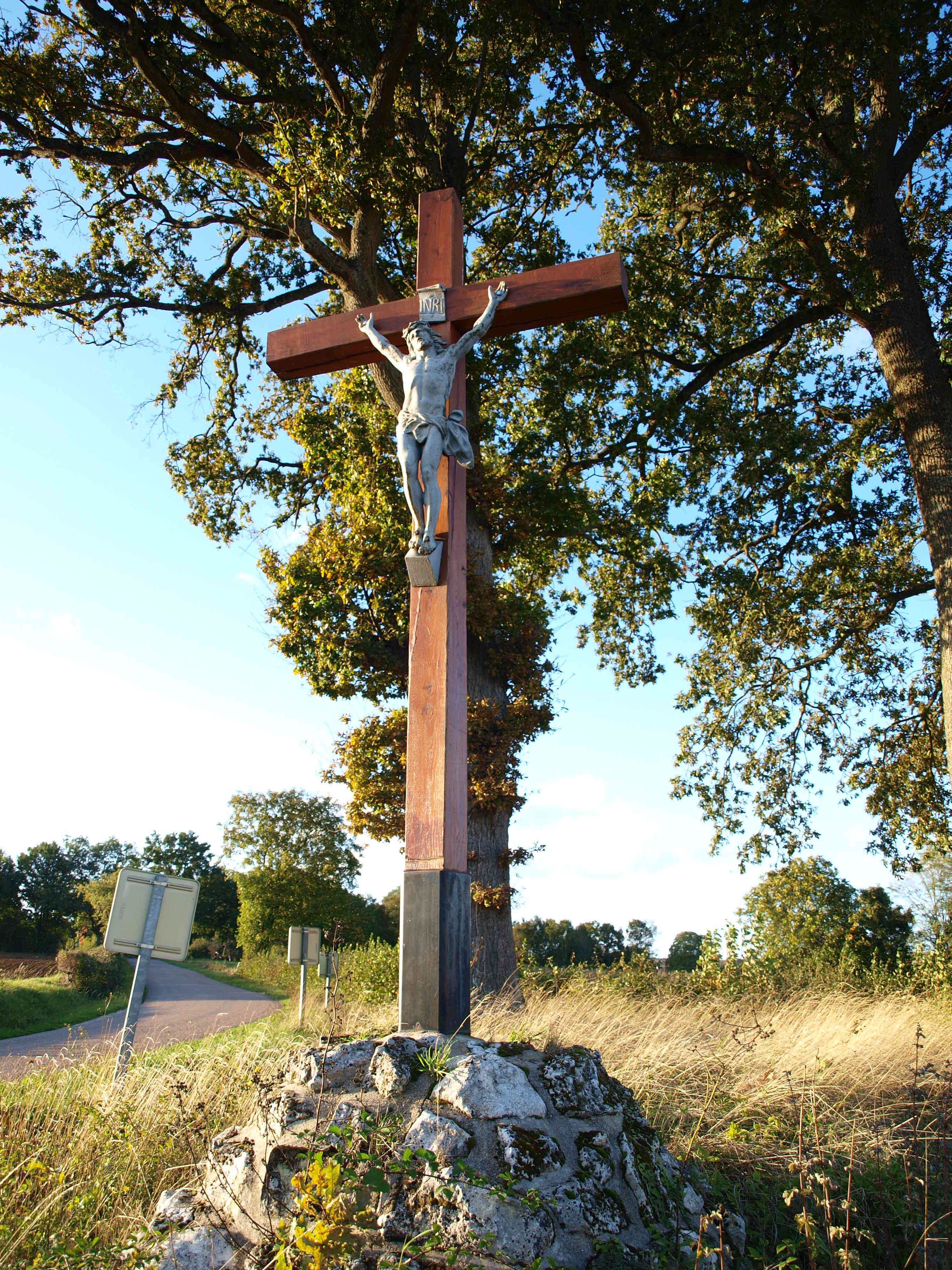
Le calvaire.
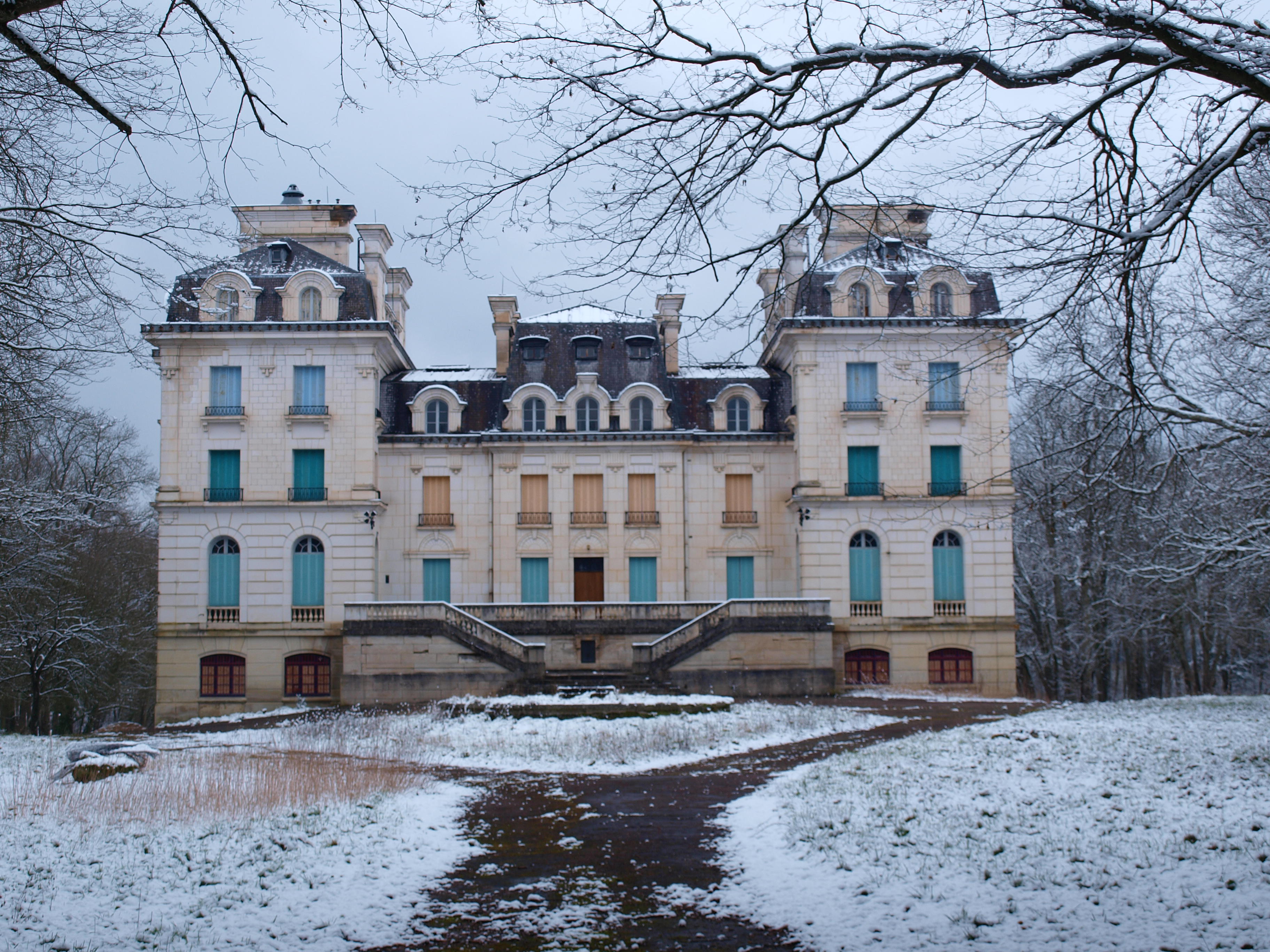
Le château de Flacy.

### Personnalités liées à la commune

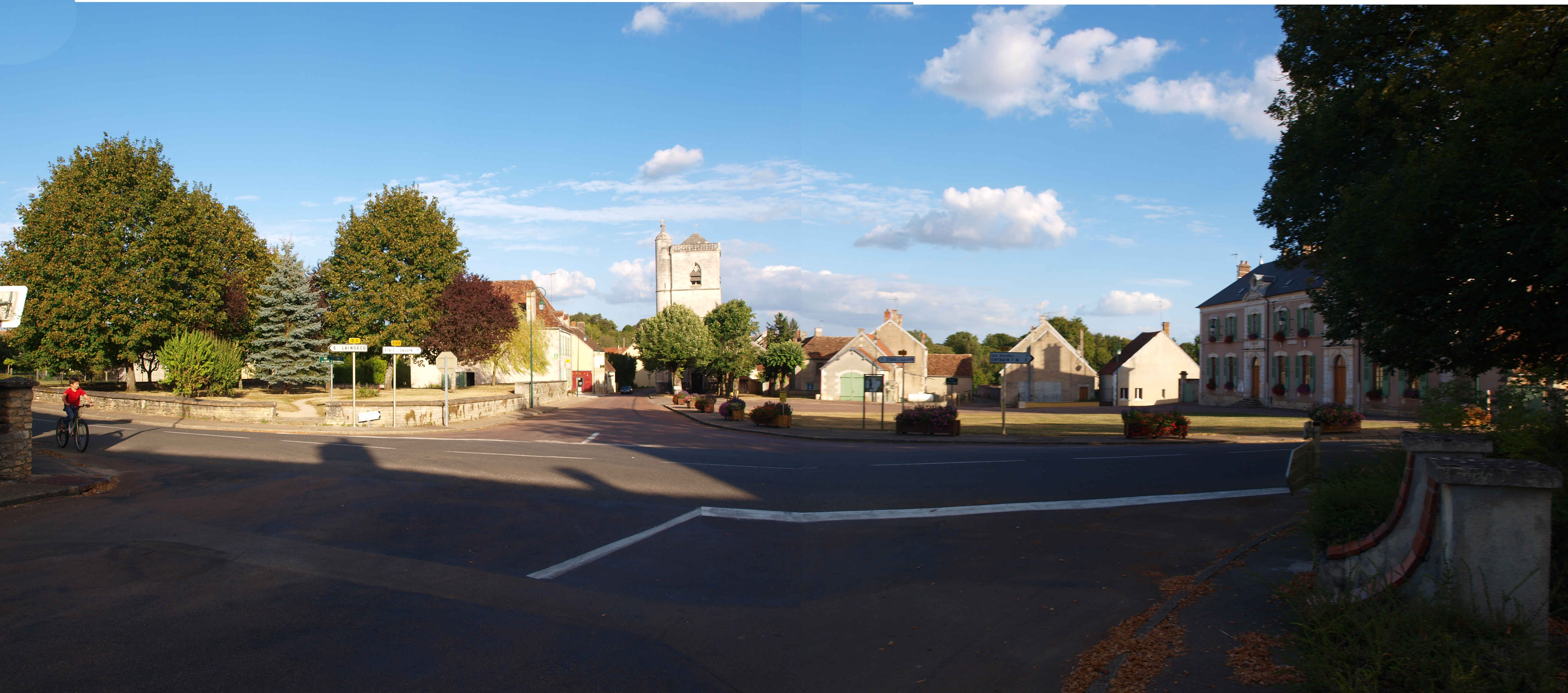
La place Charles-de-Gaulle à Sainpuits.

- Claude-Étienne, baron Chaillou des Barres (1784-1857), préfet napoléonien, conseiller général de l'Yonne.
- Pierre, Henri, Ernest de Kergorlay (né le 14 septembre 1847 à Paris, mort le 29 juillet 1919 à Sainpuits), député de la Haute-Loire (1881-1885 et 1889-1893), auditeur au conseil d’État.
- Gérard Vée (1912 -1986), homme politique français est né à Sainpuits. Il fut résistant, dirigeant agricole au sein du Parti socialiste, fondateur de plusieurs organes de presse, puis  député SFIO du département de l'Yonne de 1946 à 1951,avant de devenir  conseiller général du canton de Saint-Sauveur-en-Puisaye.

### Héraldique
| Blason de Sainpuits | Blason  | Tiercé en pairle renversé : au 1er d'azur à trois casques romains d'or, au 2e d'or au vase à parfum de gueules, au 3e de sinople au puits d'argent. |
| Blason de Sainpuits | Détails | Les casques romains évoquent l'ancienne voie romaine traversant la commune, le vase à parfum est un attribut de sainte Marie-Madeleine, patronne de la commune et enfin le puits, renvoie au nom de la commune. Armoiries composées par Jean-François Binon, adoptées par la municipalité le 26 juin 2018. |

## Pour approfondir